# Seychellibasis
Seychellibasis is een geslacht van libellen (Odonata) uit de familie van de waterjuffers (Coenagrionidae).

## Soorten
Seychellibasis omvat 1 soort:
- Seychellibasis alluaudi (Martin, 1896)